# Nécropoles antiques de Lyon

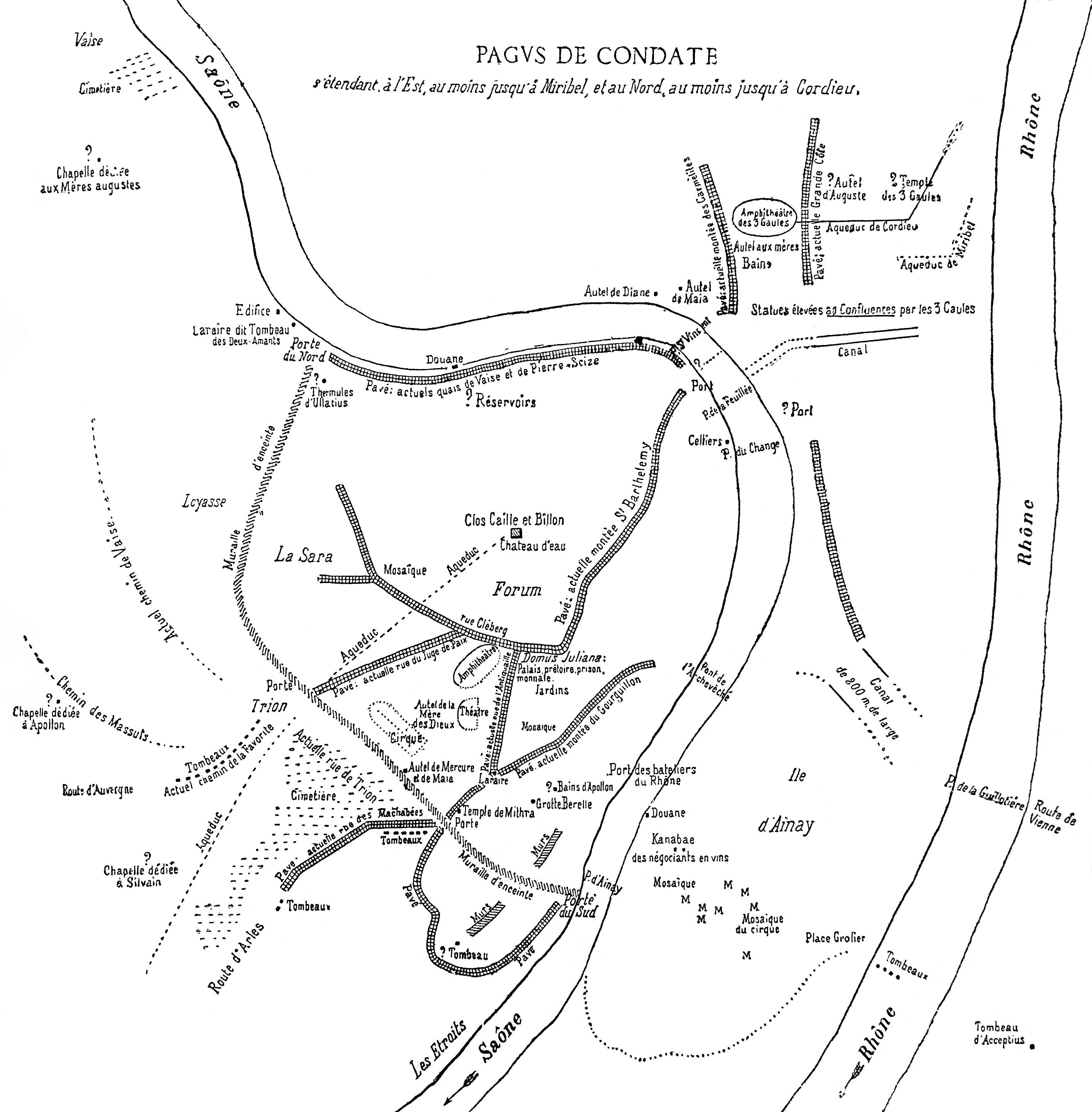
« Pagus de Condate », plan de Lyon antique avec ses cimetières et tombeaux, 1890.

Les nécropoles antiques de Lyon se trouvent autour des voies romaines, à l'extérieur du pomerium. Les plus importantes sont celles de Trion qui s'étendent du quartier de Choulans à Vaise, le long des voies d'Aquitaine, de Narbonnaise et de l'Océan.

## Nécropoles de Trion

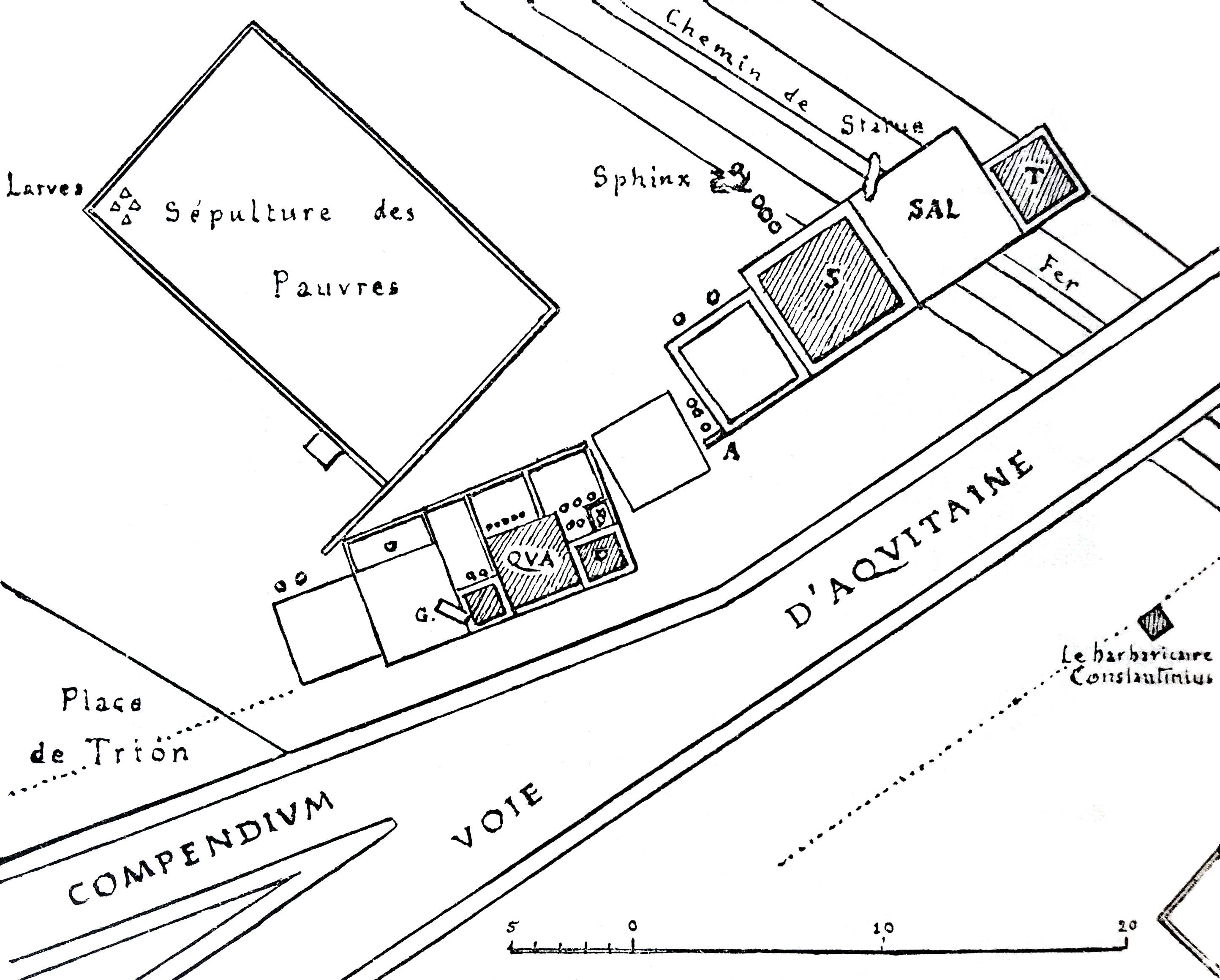
Situation de la nécropole de Trion au bord des voies romaines.

Les nécropoles de Trion sont les plus anciennes et les plus importantes. Elles se situent dans un triangle formé par la montée de Choulans, la rue de la Favorite et la rue Commandant-Charcot prolongée par la montée des Génovéfains. Constituées à partir de la fin du Ier siècle av. J.-C., elles se sont étendues progressivement jusqu'à la fin du IIIe siècle pour n'en former plus qu'une. Entre 1983 et 1985, 531 tombes sont fouillées entre la rue des Favorites et celle des Pommières, datées entre la première moitié du Ier siècle à la première moitié du IIIe siècle. Les premières tombes apparaissent ainsi le long des voies d'Aquitaine, de Narbonnaise et de l'Océan, avant de s'étendre vers Saint-Irénée. Vers la fin du Ier siècle, ces différentes nécropoles se rejoignent et l'on commence à construire de grands mausolées pour les sévirs et les décurions lyonnais. À la fin du IIIe siècle, la nécropole de Trion est la plus importante à Lyon : cet ensemble se prolongeait au sud à Choulans et surtout à l'est jusqu'à Vaise, en suivant la voie de l'Océan, où une centaine de tombes datées entre Auguste et le IIIe siècle ont été découvertes rue de Bourgogne. Parmi les mausolées découverts en 1885, étudiés par Auguste Allmer et Paul Dissard, cinq ont été remontés sur la place Eugène-Wernert.

Monuments funéraires du quartier de Trion
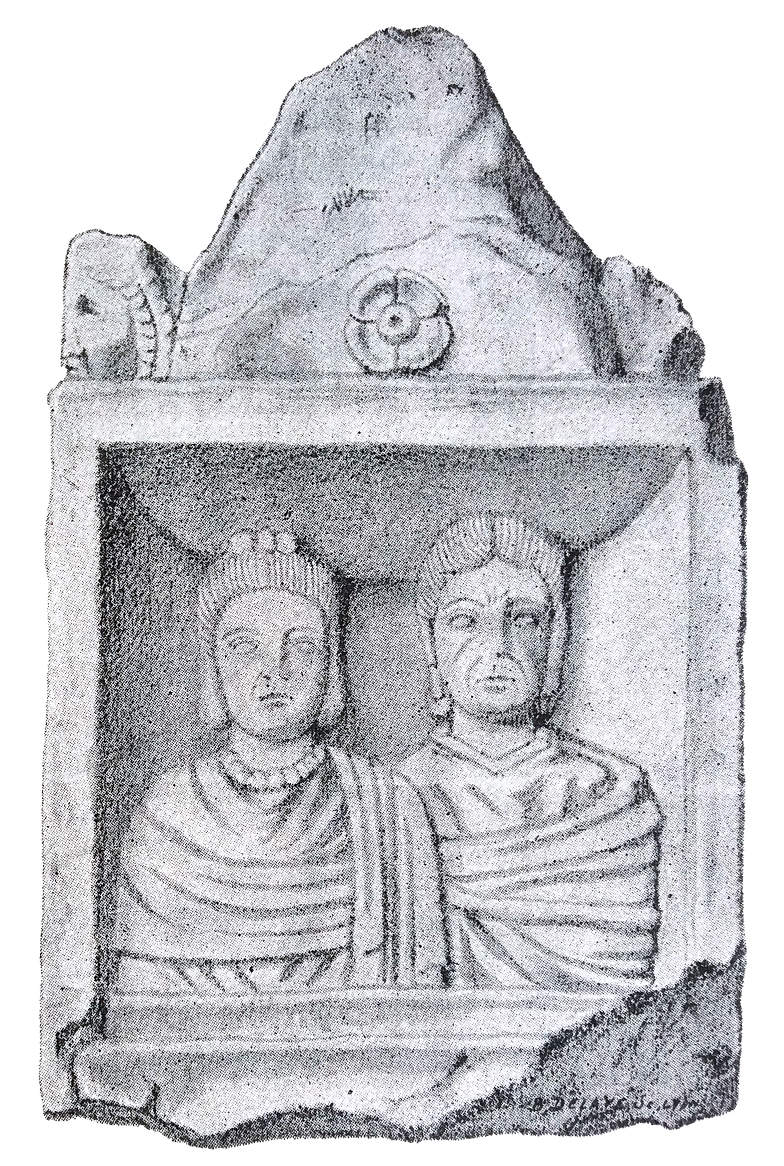
Stèle
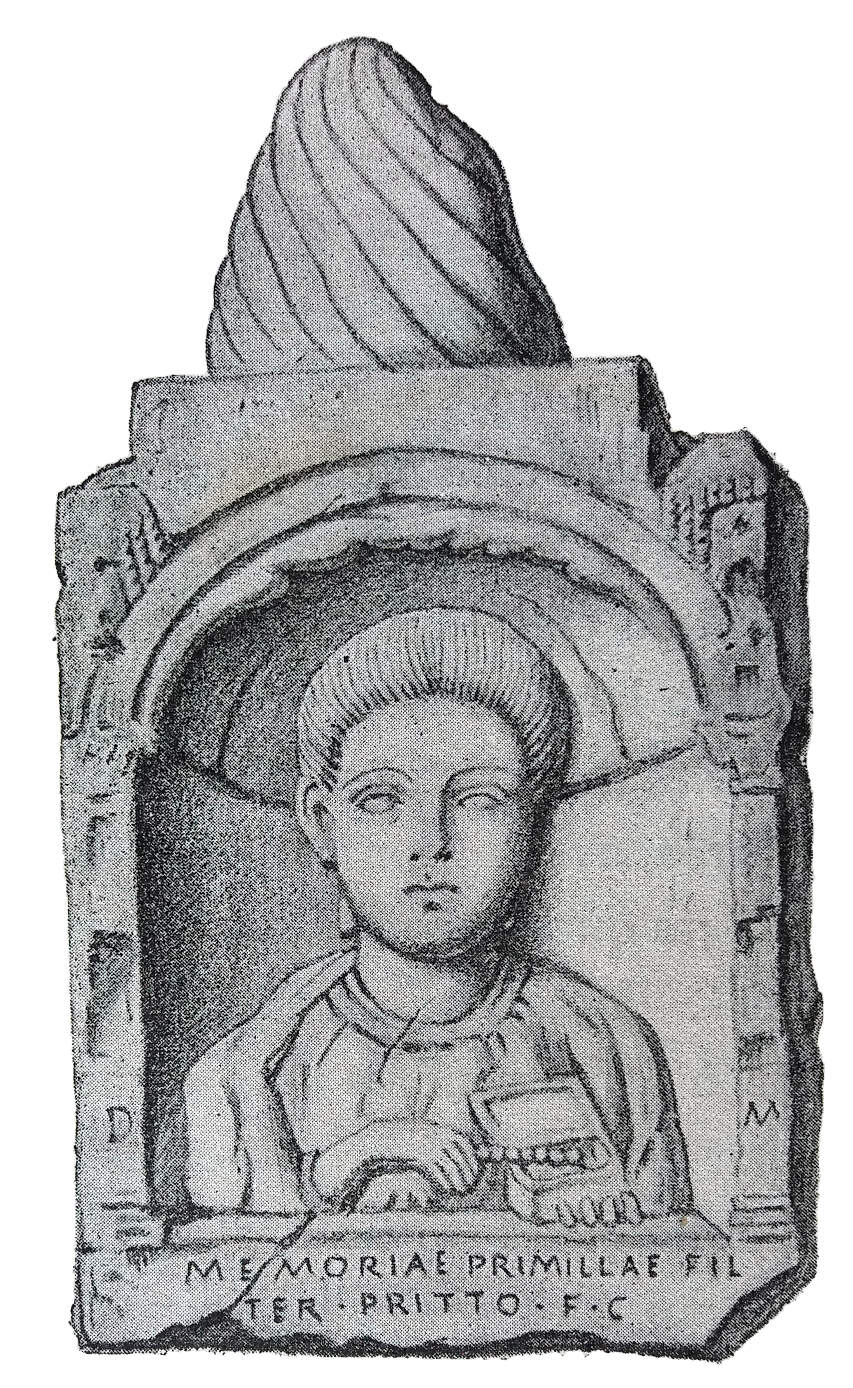
Stèle
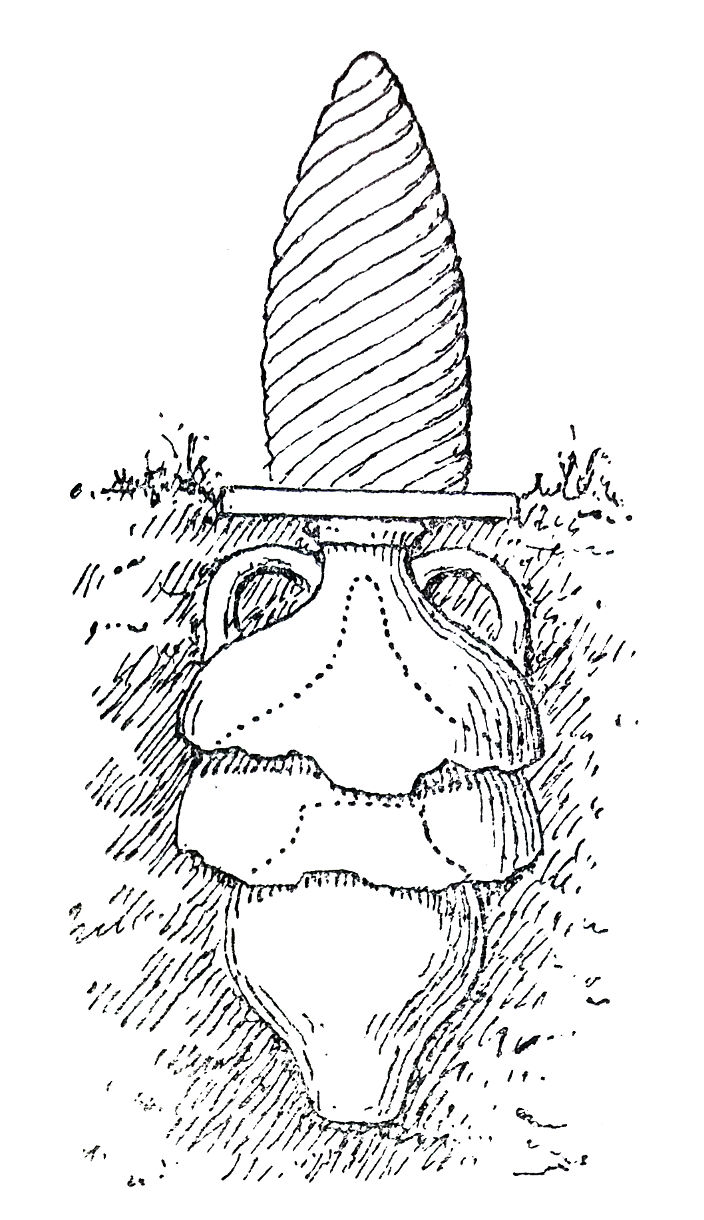
Urne

## Nécropole du quai Arloing
Dans le 9e arrondissement, sur le quai Arloing, une nécropole a fait l'objet de fouilles de sauvetage en 1967-1968 puis en 1989. Les 82 tombes étudiées montrent une occupation à partir de la fin du Ier siècle, qui atteint son apogée entre la fin du IIe siècle et le IIIe siècle, et continue jusqu'au IVe siècle.

## Nécropole de la place Valmy
La nécropole située place Valmy, a été créée au milieu du IIIe siècle dans un quartier abandonné. Les fouilles menées en 1993 sur une cinquantaine de tombes montrent une occupation jusqu'au VIIe siècle.

## Nécropole d'outre-Rhône
Située sur le tracé du compendium Lyon-Vienne (rive gauche du Rhône), elle s'est développée à partir du milieu du IIe siècle jusqu'à une occupation maximale au IIIe siècle. On y a découvert 28 épitaphes dont celle du mausolée des Acceptii. Ce mausolée a été découvert au 31 rue de Marseille en 1870.
A proximité, au 50 rue de Marseille, a été découvert avant 1970 un chapiteau corinthien, à une profondeur entre 5 et 5,5 mètres, sur un plancher caillouteux du Rhône.

## Nécropole de la Croix-Rousse
Des épitaphes découvertes à La Croix-Rousse, datant du Ier au IVe siècle, indiquent la présence d'une nécropole le long de la voie du Rhin. Un atelier de lapicides trouvé rue des Chartreux renforce cette hypothèse.

## Nécropole de La Favorite
Le mythe gréco-romain de Charon entraîne le dépôt d'une monnaie dans les tombeaux des défunts pour leur permettre de traverser le Styx. Lors des fouilles de la nécropole de La Favorite, une obole équivalente à un ou plusieurs as était présente dans 15 % des incinérations et 8 % des inhumations, ce qui a une valeur symbolique : aucune pièce d'or ou d'argent n'a été trouvée. De plus, toutes les pièces augustéennes sont frappées de l'autel des trois Gaules et correspondent à la monnaie en circulation à cette époque, à l'exclusion des monnaies émises à Nîmes représentant à peu près un tiers des pièces en usage à Lugdunum.